# Жене у Шуцштафелу
Жене у Шуцштафелу или SS-Gefolge-у како су га звали, било је женско крило Шуцштафела или СС, које се организационо разликовало од мушког дела СС и од начина добровољног ангажовања жена у осталим службама и јединивцама Рајха (Notdienstverpflichtung). Жене које су унутар СС биле организационо у саставу једница под називом SS-Helferinnen или SS-Kriegshelferinnen, биле су радно ангажоване на помоћним пословима у: службама за преноса података (као телефонсти, радио оператери, стенографи) унутар СС јединица као или као чувари у нацистичким логорима.

## Опште информације о Шуцштафелу
Шуцштафел (нем. Schutzstaffel — Заштитни одред), познат по свом акрониму СС (од нем. SS), је била главна паравојна организација под командом Адолфа Хитлера и Нацистичке партије. Првобитно је била мала, стална стража, позната као зал-шуц (њем. Saal-Schutz), састављена од добровољаца Нацистичке партије, а сврха јој је била одржавање реда на митинзима партије у Минхену. Лидер СС-а био је Хајнрих Химлер од 1929. до њеног распуштања 1945, са поразом немачке у Другом светском рату. 
Нацисти су сматрали СС елитном јединицом, „преторијанском стражом“ партије са свим члановима одабраним по расним и идеолошким критеријумима. СС се разликовао од немачке војске, нацистичке партије, и немачких државних званичника са својим чиновима, ознакама јединица и униформама. Поред тога, припадници СС-а су на подлактици руке имали истетовиран број. Што мањи број тим виши ранг у СС-у. За разлику од логораша у концентрационим логорима број је био истетовиран на десној руци. СС је имао кључну улогу током холокауста: СС ајнзацгрупен јединице измасакрирале су преко милион цивила, већином Јевреја, у масовним егзекуцијама.
СС је на челу са Хајнрихом Химлером спроводио разне експерименте над људима у концентрационим логорима, чак је направљен и програм Лебенсборн, што значи програм живота где су се укрштали искључиво официри и војници СС и младе Немице које су морале имати доказано немачко порекло три колена уназад.

## Унутрашња хијерархија жена у Шуцштафелу
Међу женама унутар Шуцштафела или СС постојала је унутрашња хијерархија, која се односила само на женско крило Шуцштафела (СС) , која није била повезана са мушким делом, иако су функције намењене женама понекад имале утицај у командним структурама.
Припаднице SS-Helferinnen обучаване су у центру Reichsschule-SS у Обернхајму у Алзасу, основаном у мају 1942. године по налогу Х. Химлера. Обука је била тежа од оне за жене ангажоване у немачкој војсци. Пре уписа жене су морале да испуне одређене физичкеуслове које је одредио режим: да нису старије од 17 до 30 година и да нису ниже од 1,65 м, да би како је рат одмицао рат критеријум уписа падао (старосна граница је подигнута на 40 година а минимална висина је пала на 1,58 m); чак су прихватили и 15 муслиманских студенаткиња. У привилегованом положају за пријем биле су ратне удовице.
Жене су долазиле из различитих економских, сталешких и образовних средина, породица које су већ имале припаднике СС у свом саставу, а било је и жена из аристократије (нпр принцеза Ингеборг Алик), јер је СС подржавао женску нацистичку идеологу која је пропагирала могућност друштвеног успона.

## Жене на дужностима у логорима
За рад у нацистичким концентрационим логорима биле су ангажоване и жене. Па је тако од 55.000 укупног ангажованих стражара, у свим нацистичким камповима, било 3.600 жена (до 10% радне снаге), којима није било дозвољено да издају наређења мушкарцима. Оне су биле припаднице Aufseherin-а који је припадао СС.
У логорима он су биле ангажоване на дужност: чувара, секретарице или медицинске сестре. За ове задатке обучаване су још пре почетка рата (неке од 1938. године у Лихтенбергуу, због потребе за особљем у логорима све пунијим политичким затвореницима након Кристалне ноћи (8. и 9. новембра 1938. године). Након 1939. године део жена обучаван је у кампу Ravensbrück близу Берлина.
Већином су биле пореклом из породица из нижег или средњег социјалног сталежа, традиционалних женских занимања (фризер, наставник, продавац), али су, за разлику од мушкараца који су били обавезни да служе војни рок, оне имале жељу да буду ангажоване у женском крилу СС (SS-Gefolge).

У почетку су радиле само у логорима у Аушвицу и Мајданеку почетком 1942. године. Због недостатка стражара, касније, током рата, у мањем броју биле су присутне и у логорима, Neuengamme concentration camp, Аушвицу (1, 2 и 3), Plaszow Flossenbürg, Gross-Rosen Vught и Stutthof, али никада нису служиле у логорима смрти Bełżec, Sobibór Treblinka или Chełmno. Седам жена је радило у Aufseherinnen-у 24 у Vught-у, 34 у Буцхенвалд-у, 19 у Берген-Белсен-у, 20 у Дахау, три у Маутхаузену, три у Mittelbau-Dora и, седам у Natzweiler-Struthof-у, двадесет у Мајданек-у, 200 у Аушвицу и његовим подкамповима, 140 у Sachsenhausen-з, 158 у Neuengamme, 47 у Stutthof concentration camp-у, док је 958 служилило у Ravensbrück concentration camp-у, 561 у Flossenbürg-у и 541 у Gross-Rosen concentration camp-у. Многе жене су радиле и као супервизори у подкамповима у Немачкој, Француској, Аустрији, Чехословачкој и Пољској.
Тако је нпр. Ерне Валиш, која је била чувар у концентрационом логору Мајданек, убијала људе у Мајданеку, иако је после рата њен чин од правосуђа третиран као пасивно саучесништво у геноциду. Ако је саучесник у геноциду, онда не може бити пасивна", приметио је Шеф центра "Симон Визентал" Ефраим Зуроф.

## Епилог
Дванаестогодишње владање нацистичких организованих зликоваца и подухват покоравања Европе и доброг дела света – и то не у старом, класичном смислу империјализма, него у складу с расистичком идејом немачког малограђанина о германској „вишој раси“ која има право не само да влада другим народима него и да истребљује оне које сматра недостојним живљења, у свој злочиначки пројекат масовно је укључио и жене. Тиме је Хитлеров режим попут вампира користи сву  енергије лепшег пола како би подстакао свој пројекат расистичког, сексистичког и фалократског друштва.
Ропство слабијег пола у Трећем рајху  међутим није увек било транспарентно, и агресивну политику националсоцијализма, што свесно што несвесно прихватиле су многе немачке жене.
Младим девојкама Хитлер је нудио атрактивне активности, попут оних намењених мушкарцима, уз уверавање да ће их материнство ускоро ограничити само на њихов дом, и да то требају спречити активним учешћем у јединицама Трећег рајха.
Као и младе аријевске мајке које су примале породични додатак  за масовни пород и награђиване одликовањима,  многе су постале и активне припаднице злогласних СС јединица, чинећи бројна злодела. Таку су немачке жене постале лишена својих формалних функција мајки и супруга постале базен за репродукцију расе, или инструмент у масовном геноциду Националсоцијализма.